# Osijewskaja (obwód wołogodzki)
Osijewskaja (ros. Осиевская) – wieś w Rosji, w rejonie wożegodskim obwodu wołogodzkiego. W 2010 r. liczyła 7 mieszkańców.